# Pau Brasil
Pau Brasil este un oraș în statul Bahia (BA) din Brazilia.